# (145475) Rehoboth
(145475) Rehoboth est un astéroïde de la ceinture principale.

## Description
(145475) Rehoboth est un astéroïde de la ceinture principale. Il fut découvert le 12 octobre 2005 à Calvin-Rehoboth par Lawrence A. Molnar. Il présente une orbite caractérisée par un demi-grand axe de 2,77 UA, une excentricité de 0,02 et une inclinaison de 3,0° par rapport à l'écliptique.

## Compléments